# جان مک‌لیام
جان مک‌لیام (انگلیسی: John McLiam؛ ۲۴ ژانویهٔ ۱۹۱۸ – ۱۶ آوریل ۱۹۹۴) بازیگر اهل کانادا بود که در ادای لهجه‌های مختلف زبان انگلیسی تبحر داشت.
از فیلم‌ها یا برنامه‌های تلویزیونی که وی در آن نقش داشته است، می‌توان به اولین خون، خم به ابرو نیاور، بانوی خوش‌شانس، آب‌بندهای میسوری، کبوتر، غذای خدایان و درخواب‌فرورفته اشاره کرد.